# Ixora neriifolia
Ixora neriifolia är en måreväxtart som beskrevs av William Jack. Ixora neriifolia ingår i släktet Ixora och familjen måreväxter. Inga underarter finns listade i Catalogue of Life.